# Italiensk tulpan
Italiensk tulpan (Tulipa clusiana) är en art i familjen liljeväxter. Den förekommer från Iran till norra Indien. Arten finns även förvildad i södra Europa. Italiensk tulpan odlas i Sverige som trädgårdsväxt.

## Sorter
Italiensk tulpan varierar något i det vilda och några selektioner har getts sortnamn:
- 'Cynthia' (Tubergen 1959) - de yttre hyllebladen är röda med blekt gröngul kant, de inre är blekt gröngula med strimmigt rödbas. Blommans öga är purpur och ståndarna mjukt gröna.
- 'Lady Jane' (W. van Lierop & Zn. 1992) - har helt elfenbensvita blommor med bred magentarosa mittstrimma på de yttre hyllebladen. Ståndarna är citrongula.
- 'Peppermintstick' (W. van Lierop & Zn. 1998) - liknar 'Lady Jane' men har mörkt violett bas och öga.
- 'Sheila' (W. van Lierop & Zn. 1992) - har gullvivegula hylleblad med brett kardinalrött band på utsidan, bronsgul bas och citrongula ståndare.
- 'Taco' (W. van Lierop & Zn. 1998) - de yttre hyllebladen är mörkröda med smörgul kant och insida, de inre är gullvivegula. Ståndare smörgula.
- 'Tinka' (W. van Lierop & Zn. 1994) - de yttre hyllebladen är kardinalröda med gullvivegul kant och insida, de inre är gullvivegula. Basen är kanariegul och ståndarna citrongula.
- 'Tubergen's Gem' (Tubergen 1969) - har röda yttre hylleblad med svavelgul kant och insida, de inre är svavelgula med kanariegul insida och gula ståndare.

## Synonymer
- Tulipa aitchisonii A.D.Hall
- Tulipa aitchisonii subsp. cashmiriana A.D.Hall
- Tulipa aitchisonii var. clusianoides Wendelbo
- Tulipa chitralensis A.D.Hall
- Tulipa clusiana f. cashmeriana (A.D.Hall) Raamsd.
- Tulipa clusiana f. clusianoides (Wendelbo) S.Dasgupta & Deb
- Tulipa clusiana f. diniae Raamsd.
- Tulipa clusiana f. fernandezii (Blatt.) S.Dasgupta & Deb
- Tulipa clusiana f. porphyreochrysantha (Blatt.) S.Dasgupta & Deb
- Tulipa clusiana var. chrysantha (A.D.Hall) Sealy
- Tulipa clusiana var. rubroalba (Brot.) Nyman
- Tulipa fernandezii Blatt.
- Tulipa hafisii Bornm. & Gauba
- Tulipa hispanica Willd. ex Schult. & Schult.f. in J.J.Roemer & J.A.Schultes
- Tulipa porphyreochrysantha Blatt.
- Tulipa rubroalba Brot.
- Tulipa stellata var. chrysantha A.D.Hall